# Де Чезарис, Андреа
Андре́а де Че́зарис (итал. Andrea De Cesaris; 31 мая 1959, Рим — 5 октября 2014, Рим) — итальянский автогонщик, участник чемпионатов мира по автогонкам в классе «Формула-1». Обладает рядом своеобразных рекордов турнира: провёл самую длинную серию без побед (208 Гран-при) и самую длинную серию сходов в карьере, из всех своих 214 Гран-при, в которых участвовал итальянец, он всего 61 раз пересекал финишную черту, таким образом 153 Гран-при для де Чезариса закончились сходами с дистанций. Из-за большого количества аварий в начале карьеры получил неофициальный титул «Андреа де Крэшерис» (англ. Andrea De Crasheris).

## Карьера пилота

### Ранние годы
Де Чезарис родился в Риме 31 мая 1959 года. Многократный победитель чемпионатов по картингу. Участвовал в чемпионате «Формула-3» 1979 года в Великобритании, в котором одержал большое количество побед, пока череда ошибок, приведших к сходу, не стоила ему чемпионства. В итоге он занял второе место, пропустив вперед Чико Серру.
В 1980 году участвовал в чемпионате «Формулы-2» за команду Рона Денниса Project Four Racing, одержал одну победу и занял итоговое 5-е место.

### «Формула-1»

#### «Альфа-Ромео» (1980)
В 1980 году де Чезарис подписал контракт с Alfa Romeo на заключительные две гонки чемпионата мира 1980 года, заменив Витторио Брамбиллу, который, в свою очередь, заменил Патрика Депайе, погибшего на тестах в Хоккенхайме. Его первая гонка в Канаде закончилась после восьми кругов из-за отказа двигателя. В своей второй гонке, в Уоткинс-Глен в США, он врезался в ограждение трассы на стыке после двух кругов.

#### «Макларен» (1981)

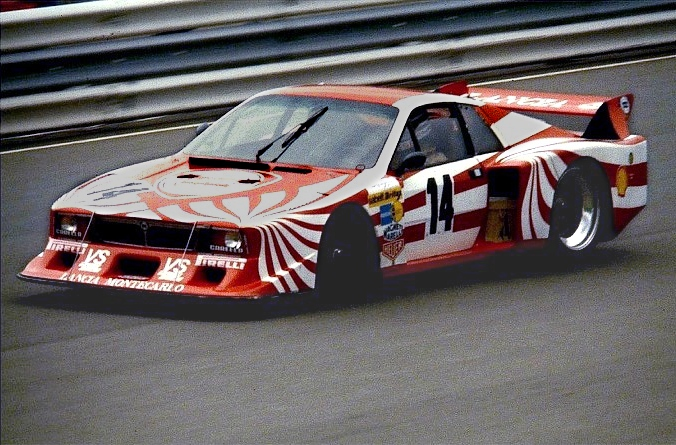
Lancia Beta MonteCarlo в 1980

В 1981 году де Чезарис, отчасти из-за своего контракта с Marlboro, получает место в McLaren. Ему удалось закончить лишь 6 из 14 гонок. Наилучший результат — шестое место в Имоле. Этого было недостаточно, чтобы убедить возрождающуюся команду McLaren подписать с ним контракт на следующий год. Именно в этот момент ему было придумано прозвище «Андреа де Crasheris». Команда так волновалась, что Андреа попадёт в аварию, что сняла его машину с голландского Гран-при в Зандворте, после того как он квалифицировался 13-м.
В июле 1981 года де Чезарис и Анри Пескароло заняли второе место в команде Риккардо Патрезе и Микеле Альборето в гонке на выносливость «6 часов Уоткинс-Глен». Обе команды ехали на автомобиле Lancia Montecarlo. Де Чезарис и Пескароло отстали от победителей на два круга.

#### «Альфа Ромео» (1982—1983)

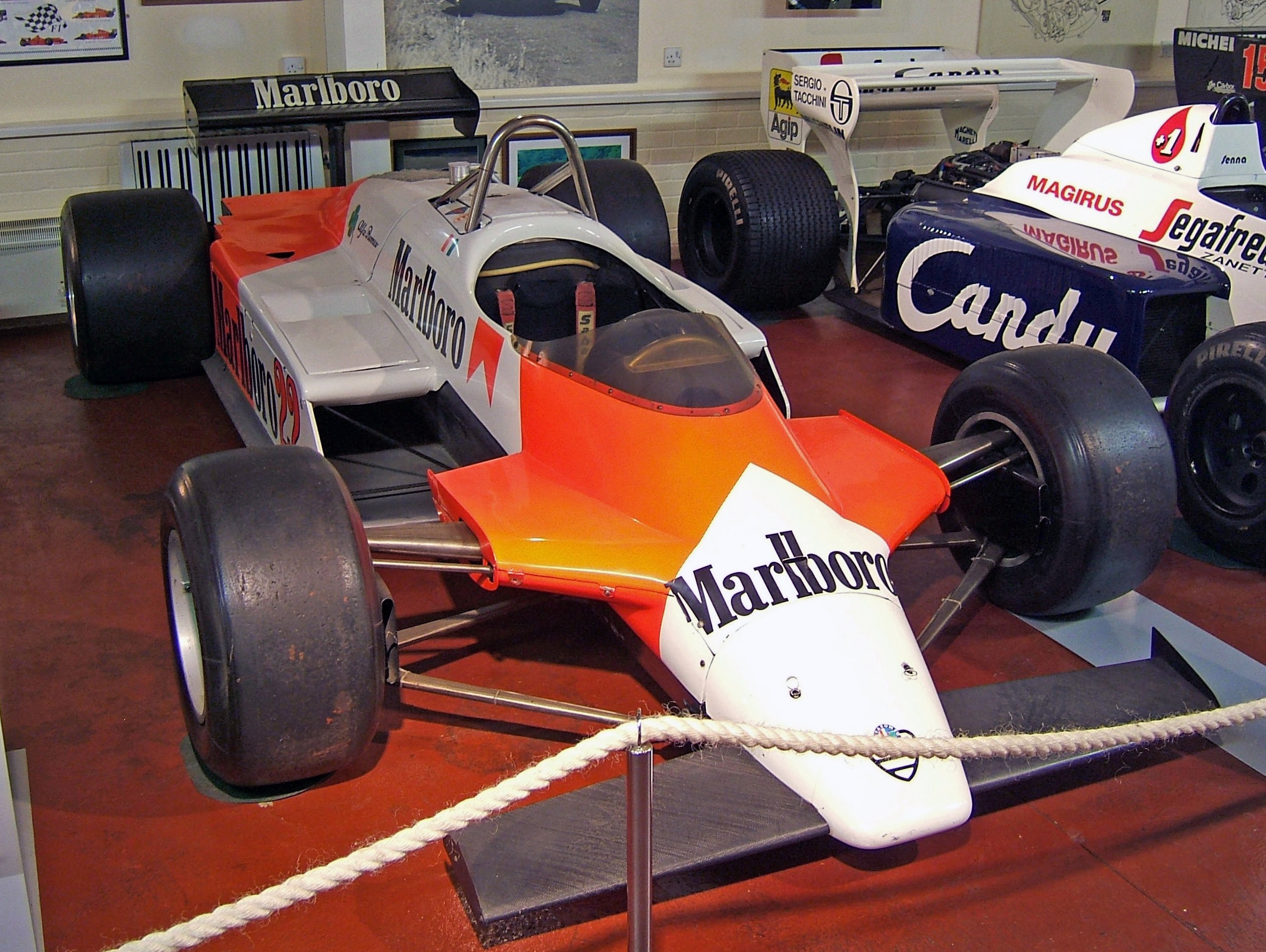
Alfa Romeo Tipo 179

Вернувшись в Alfa Romeo в 1982 году, в гонке на трассе Лонг-Бич де Чезарис стал, на то время, самым молодым пилотом, выигравшим поул-позицию в Гран-при. Де Чезарис был вторым пилотом Alfa Romeo, выигравшим поул-позицию с 1952 года. На старте гонки он сохранял лидерство, пока не ошибся при обгоне медленного болида Рауля Бойзеля, позволив Ники Лауде обогнать себя. В итоге он вылетел с трассы и разбил болид на 33-м круге гонки. Де Чезарис не пострадал, хотя пламя при этом охватило всю заднюю часть его разбитого болида.
С этого момента на де Чезариса почти всегда смотрели в паддоке как на гонщика, склонного к случайным проблескам, но чаще всего отмечали нестабильность его результатов. В невероятной гонке в Монте-Карло — третье место и ещё одно очко за шестое место в Канаде. В Монте-Карло у де Чезариса закончилось топливо в конце гонки, что позволило Риккардо Патрезе выиграть свой первый Гран-при Формулы-1 после 71 старта в гонках. На старте Гран-при Австрии, при попытке пройти соперника, де Чезариса развернуло поперёк всей трассы, и он протаранил партнёра по команде Бруно Джакомелли.
В 1983 году на его Alfa Romeo был установлен новый двигатель с турбонаддувом. В этом сезоне он занял два вторых места, одно в Хоккенхайме, на Гран-при Германии (его первые очки в сезоне), а другое — на последнем этапе, южноафриканском Гран-при на трассе Кьялами, с отставанием от победителя в 9,319 секунды. Де Чезарис был близок к победе в Спа, лидируя большую часть гонки, но долгий пит-стоп, а после — отказ системы впрыска топлива, привели к его сходу с дистанции.

#### «Джордан» (1991)
На Гран-при Канады занял четвёртое место. Повторил этот результат на Гран-при Мексики. На Гран-при Франции финишировал шестым. На Гран-при Германии стартовал с седьмой позиции и занял пятое место.

#### «Тиррелл» (1992—1993)
Во второй гонке сезона-1992 Гран-при Мексики финишировал на пятом месте. Занял четвёртое место на Гран-при Японии.
1993 год был очень сложным. «Тиррелл» в том сезоне не имел успехов. В третий раз в своей карьере де Чезарис не набрал в чемпионате ни одного очка. По окончании сезона покинул «Тиррелл».

#### «Джордан» и «Заубер» (1994)
Де Чезарису не удалось заключить контракт на сезон 1994 года ни с одной из команд. Однако перед Гран-при Сан-Марино Эдди Джордан пригласил его заменить на пару гонок дисквалифицированного Эдди Ирвайна. В Имоле де Чезарис сошёл, но на Гран-при Монако финишировал четвёртым.
Затем услугами гонщика воспользовался Петер Заубер для замены травмированного Карла Вендлингера. Де Чезарис провёл ещё 9 Гран-при, но смог финишировать лишь во Франции. Последние два Гран-при сезона за рулём «Заубера» провёл Юрки Ярвилехто, а карьера де Чезариса в «Формуле-1» на этом закончилась.

### Grand Prix Masters
В 2005 и 2006 годах участвовал в гоночной серии Grand Prix Masters, принял участие в трёх гонках.

## Смерть
Андреа де Чезарис погиб 5 октября 2014 года, разбившись на мотоцикле под Римом.

## Рекорды и антирекорды
Завоевав поул-позицию на Гран-при США-Запад 1982 года, де Чезарис стал самым молодым обладателем поула (22 года 10 месяцев 4 дня), этот рекорд был побит Рубенсом Баррикелло на Гран-при Бельгии 1994 года.
До 2024 года де Чезарису принадлежал антирекорд по наибольшим стартам без побед (208 в 214 Гран-при), побитый Нико Хюлькенбергом. Кроме того, де Чезарису принадлежит самое большое число сходов в карьере (147 из 208 стартов, или 70,67%, наряду с Риккардо Патрезе), самая продолжительная серия сходов (22 схода с Гран-при Австралии 1986 года по Гран-при Канады 1988 года) и самое большое количество сходов за сезон (14 из 16 гонок в 1986; 15 сходов из 16 гонок в 1987).

## Результаты гонок
| Сезон | Команда             | Шасси | Двигатель | Ш | 1        | 2        | 3        | 4        | 5        | 6        | 7        | 8        | 9        | 10       | 11       | 12       | 13       | 14       | 15       | 16       | Место | Очки |
| ----- | ------------------- | ----- | --------- | - | -------- | -------- | -------- | -------- | -------- | -------- | -------- | -------- | -------- | -------- | -------- | -------- | -------- | -------- | -------- | -------- | ----- | ---- |
| 1980  | Альфа-Ромео         |       |           |   | АРГ      | БРА      | ЮАР      | США      | БЕЛ      | МОН      | ФРА      | ВЕЛ      | ГЕР      | АВТ      | НИД      | ИТА      | КАН Сход | США Сход |          |          | —     | 0    |
| 1981  | МакЛарен            |       |           |   | США Сход | БРА Сход | АРГ 11   | САН 6    | БЕЛ Сход | МОН Сход | ИСП Сход | ФРА 11   | ВЕЛ Сход | ГЕР Сход | АВТ 8    | НИД НС   | ИТА 7    | КАН Сход | СИЗ 12   |          | 18    | 1    |
| 1982  | Альфа-Ромео         |       |           |   | ЮАР 13   | БРА Сход | США Сход | САН Сход | БЕЛ Сход | МОН 3    | ДЕТ Сход | КАН 6    | НИД Сход | ВЕЛ Сход | ФРА Сход | ГЕР Сход | АВТ Сход | ШВА 10   | ИТА 10   | СИЗ 9    | 17    | 5    |
| 1983  | Альфа-Ромео         |       |           |   | БРА ИСК  | ДЕТ Сход | ФРА 12   | САН Сход | МОН Сход | БЕЛ Сход | ДЕТ Сход | КАН Сход | ВЕЛ 8    | ГЕР 2    | АВТ Сход | НИД Сход | ИТА Сход | ЕВР 4    | ЮАР 2    |          | 8     | 15   |
| 1984  | Лижье               |       |           |   | БРА Сход | ЮАР 5    | БЕЛ Сход | САН 6    | ФРА 10   | МОН Сход | КАН Сход | ДЕТ Сход | ДЕТ Сход | ВЕЛ 10   | ГЕР 7    | АВТ Сход | НИД Сход | ИТА Сход | ЕВР 7    | ПОР 12   | 18    | 3    |
| 1985  | Лижье               |       |           |   | БРА Сход | ПОР Сход | САН Сход | МОН 4    | КАН 14   | ДЕТ 10   | ФРА Сход | ВЕЛ Сход | ГЕР Сход | АВТ Сход | НИД Сход | ИТА      | БЕЛ      | ЕВР      | ЮАР      | АВС      | 17    | 3    |
| 1986  | Минарди             |       |           |   | БРА Сход | ИСП Сход | САН Сход | МОН НКВ  | БЕЛ Сход | КАН Сход | ДЕТ Сход | ФРА Сход | ВЕЛ Сход | ГЕР Сход | ВЕН Сход | АВТ Сход | ИТА Сход | ПОР Сход | МЕК 8    | АВС Сход | —     | 0    |
| 1987  | Брэбем              |       |           |   | БРА Сход | САН Сход | БЕЛ 3    | МОН Сход | ДЕТ Сход | ФРА Сход | ВЕЛ Сход | ГЕР Сход | ВЕН Сход | АВТ Сход | ИТА Сход | ПОР Сход | ИСП Сход | МЕК Сход | ЯПО Сход | АВС 8    | 14    | 4    |
| 1988  | Риал                |       |           |   | БРА Сход | САН Сход | МОН Сход | МЕК Сход | КАН 9    | ДЕТ 4    | ФРА 10   | ВЕЛ Сход | ГЕР 13   | ВЕН Сход | БЕЛ Сход | ИТА Сход | ПОР Сход | ИСП Сход | ЯПО Сход | АВС 8    | 15    | 3    |
| 1989  | BMS Scuderia Italia |       |           |   | БРА 13   | САН 10   | МОН 13   | МЕК Сход | США Сход | КАН 3    | ФРА НКВ  | ВЕЛ Сход | ГЕР 7    | ВЕН Сход | БЕЛ 11   | ИТА Сход | ПОР Сход | ИСП 7    | ЯПО 10   | АВС Сход | 16    | 4    |
| 1990  | BMS Scuderia Italia |       |           |   | США Сход | БРА Сход | САН Сход | МОН Сход | КАН Сход | МЕК 13   | ФРА ДСК  | ВЕЛ Сход | ГЕР НКВ  | ВЕН Сход | БЕЛ Сход | ИТА 10   | ПОР Сход | ИСП Сход | ЯПО Сход | АВС Сход | —     | 0    |
| 1991  | Джордан             |       |           |   | США НПКВ | БРА Сход | САН Сход | МОН Сход | КАН 4    | МЕК 4    | ФРА 6    | ВЕЛ Сход | ГЕР 5    | ВЕН 7    | БЕЛ 13   | ИТА 7    | ПОР 8    | ИСП Сход | ЯПО Сход | АВС 8    | 9     | 9    |
| 1992  | Тиррелл             |       |           |   | ЮАР Сход | МЕК 5    | БРА Сход | ИСП Сход | САН 14   | МОН Сход | КАН 5    | ФРА Сход | ВЕЛ Сход | ГЕР Сход | ВЕН 8    | БЕЛ 8    | ИТА 6    | ПОР 9    | ЯПО 4    | АВС Сход | 9     | 8    |
| 1993  | Тиррелл             |       |           |   | ЮАР Сход | БРА Сход | ЕВР Сход | САН Сход | ИСП ДСК  | МОН 10   | КАН Сход | ФРА 15   | ВЕЛ НКЛ  | ГЕР Сход | ВЕН 11   | БЕЛ Сход | ИТА Сход | ПОР 12   | ЯПО Сход | АВС 13   | —     | 0    |
| 1994  | Джордан             |       |           |   | БРА      | ТИХ      | САН Сход | МОН 4    | ИСП      |          |          |          |          |          |          |          |          |          |          |          | 19    | 4    |
| 1994  | Заубер              |       |           |   |          |          |          |          |          | КАН Сход | ФРА 6    | ВЕЛ Сход | ГЕР Сход | ВЕН Сход | БЕЛ Сход | ИТА Сход | ПОР Сход | ЕВР Сход | ЯПО      | АВС      | 19    | 4    |